# Carolus Spaak
Carolus Spaak, född 1 januari 1673 i Vimmerby i Kalmar län, död 23 mars 1730 i Mogata församling i Östergötlands län, var en svensk präst.

## Biografi
Spaak föddes 1673 i Vimmerby. Han var son till fältskären Carl Spaak vid Smålands kavalleriregemente och Ingrid Olofsdotter. Spaak blev 19 oktober 1694 student vid Uppsala universitet och 13 mars 1701 prästvigdes han till bataljonspredikant vid Östgöta infanteriregemente. Spaak blev 1705 regementspastor vid regementet och 1707 adjunkt i Eksjö församling. Han blev 1708 kyrkoherde i Mogata församling och avled där 1730.

### Rysshärjningarna
När ryssarna härjade i Norrköpingstrakten 1719 tågade en stor mängd folk genom Mogata socken för att sprida Sundelius budskap till Norrköping. Då de skulle passera förbi Mogata kyrka möttes de av kyrkoherden Spaak som försökte få dem att vända om. Då de ej ville vända om, hotade Spaak med att låta sina drängar, torpare och bönder, som han hade samlat, att skjuta. Några lösa skott utlöstes och de valde att vända, och återvända hem.

### Familj
Spaak gifte sig första gången 1708 med Elisabeth Maria Bergh (1657–1728). Hon var dotter till kaptenen Jon Bergh och Dorothea Schmidt. Elisabeth Maria Bergh var änka efter kanslisten Per Norberg i Kammarkollegium, komministern J. Cirraeus i Östra Husby församling och kyrkoherden Laurentius Nicolai Särling i Mogata församling. 
Spaak gifte sig andra gången 27 oktober 1728 med Maria Kohlman. Hon var dotter till komministern i Skällviks församling. De fick tillsammans dottern Elisabeth Carolina Spaak (1730–1731). Efter Spaaks död gifte Maria Kihlman om sig med kyrkoherden Petrus Ollonberg i Godegårds församling och kyrkoherden Nils Saxonius i Björkebergs församling.